# Pseudolamprops spinifer
Pseudolamprops spinifer är en kräftdjursart som beskrevs av Gamo 1989. Pseudolamprops spinifer ingår i släktet Pseudolamprops och familjen Lampropidae. Inga underarter finns listade i Catalogue of Life.